# Mordellistena fenderi
Mordellistena fenderi är en skalbaggsart som beskrevs av Ray 1947. Mordellistena fenderi ingår i släktet Mordellistena och familjen tornbaggar. Inga underarter finns listade i Catalogue of Life.